# بوجانا بوبوسيك
بوجانا بوبوسيك (بالإنجليزية: Bojana Bobusic)‏ مواليد 2 أكتوبر 1987 في بلغراد، جمهورية يوغوسلافيا الاشتراكية الاتحادية، هي لاعبة كرة مضرب أسترالية سابقة بدأت مسيرتها كمحترفة سنة 2009 وكانت تلعب باليد اليمنى، اعتزلت اللعب في 2014. أعلى تصنيف لها في الفردي كان 222. أعلى تصنيف لها في الزوجي كان 187.

## الخط الزمني للفردي
مفتاح
| ف | ن | ن.ن | ر.ن | د# | د.م | ل | أ.أ | ت | غ | ب | ف | ذ | م.خ | ل.ت |

(ف) فاز بالبطولة (ن) وصل النهائي (ن.ن) نصف النهائي (ر.ن) ربع النهائي (د#) الأدوار الأربعة الأولى (د.م) دور المجموعات (ل) شارك في كأس ديفيز (أ.أ) خرج من الأدوار الاولى (ت) خسر التصفيات التأهيلية (غ) غاب عن الحدث أو البطولة (ب) حصل على ميدالية برونزية (ف) حصل على ميدالية فضية (ذ) حصل على ميدالية ذهبية (م.خ) بطولة الماسترز خُفضت إلى مرتبة أقل (ل.ت) البطولة لم تعقد في السنة المعينة.
لتجنب الارتباك وازدواجية الحساب، يتم تحديث هذه المعلومات إما في نهاية البطولة، أو عندما تكون مشاركة اللاعب في البطولة قد انتهت.
| دورات الجراند سلام |     |     |     |
| أستراليا المفتوحة  | د1  | د1  | 0–2 |
| فرنسا المفتوحة     |     |     | 0–0 |
| بطولة ويمبلدون     |     |     | 0–0 |
| أمريكا المفتوحة    |     |     | 0–0 |
| فوز-خسارة          | 0–1 | 0–1 | 0–2 |

## الخط الزمني للزوجي
مفتاح
| ف | ن | ن.ن | ر.ن | د# | د.م | ل | أ.أ | ت | غ | ب | ف | ذ | م.خ | ل.ت |

(ف) فاز بالبطولة (ن) وصل النهائي (ن.ن) نصف النهائي (ر.ن) ربع النهائي (د#) الأدوار الأربعة الأولى (د.م) دور المجموعات (ل) شارك في كأس ديفيز (أ.أ) خرج من الأدوار الاولى (ت) خسر التصفيات التأهيلية (غ) غاب عن الحدث أو البطولة (ب) حصل على ميدالية برونزية (ف) حصل على ميدالية فضية (ذ) حصل على ميدالية ذهبية (م.خ) بطولة الماسترز خُفضت إلى مرتبة أقل (ل.ت) البطولة لم تعقد في السنة المعينة.
لتجنب الارتباك وازدواجية الحساب، يتم تحديث هذه المعلومات إما في نهاية البطولة، أو عندما تكون مشاركة اللاعب في البطولة قد انتهت.
| دورات الجراند سلام |     |     |     |
| أستراليا المفتوحة  | د2  | د1  | 1–2 |
| فرنسا المفتوحة     |     |     | 0–0 |
| بطولة ويمبلدون     |     |     | 0–0 |
| أمريكا المفتوحة    |     |     | 0–0 |
| فوز-خسارة          | 1–1 | 0–1 | 1–2 |

## روابط خارجية
- بوجانا بوبوسيك على موقع رابطة محترفات التنس (الإنجليزية)
- بوجانا بوبوسيك على موقع الاتحاد الدولي لكرة المضرب (الإنجليزية)
- بوجانا بوبوسيك على موقع اتحاد التنس الأسترالي (الإنجليزية)